# Droits de l'homme (Clavel)
L'écrivain Bernard Clavel a œuvré tout au long de sa vie pour défendre la paix et les droits de l'homme à travers le monde, pour lutter contre la guerre qui lui apparaît comme le principal fléau qui menace l'humanité. Son action s'est traduite par son engagement pour défendre avec ses amis et les associations auxquelles il a adhéré, les droits des personnes, en particulier ceux des enfants, lutter contre la famine et la guerre. Elle se retrouve aussi dans ses écrits, que ce soient des romans, des essais ou dans les nombreux articles qu'il a écrits.

## Présentation générale
Très tôt, Bernard Clavel a été confronté à l'injustice et même à la violence pendant son apprentissage de pâtissier à Dole. Il sera marqué pour la vie par cette expérience traumatisante qu'il a relatée dans son roman La Maison des autres, tome I de sa suite romanesque La Grande Patience. Il pense que « la lutte pour une meilleure justice s'inscrit au chapitre du combat pour un monde enfin préservé de la haine, pour un humanité plus humaine.Pour ce que Lecoin appelait 'la patrie humaine'. »
1959 : Dans un passage de son roman L'Espagnol, il parle de La peur de Pablo confronté, alors qu'il se trouve dans un maquis de la Résistance en 1944, à la torture d'un homme, collaborateur sans doute, mais qui lui est insupportable. Cet épisode est éminemment autobiographique et Pablo n'est autre que le jeune Bernard Clavel face aux cris d'un homme qu'on torture et dont il ne peut supporter la souffrance, épisode qui a joué un rôle certain dans son évolution vers la non-violence.
Août 1977 : Bernard Pivot interviewe Bernard Clavel au sujet de son dernier roman La lumière du lac tome II de la suite romanesque intitulée Les Colonnes du ciel, l'histoire de paysans jurassiens qui durant l'hiver 1639 fuient la guerre pour s'installer dans le Pays de Vaud à Morges quand débarque un médecin qui veut sauver tous les enfants. C'est un médecin Engagé dans la paix dit Bernard Pivot, le genre d'homme que Bernard Clavel rencontre à l'époque de son engagement et qui l'a fortement marqué dans le portrait de son personnage.
Le romantisme du soldat, qu'il a cultivé dans sa jeunesse à travers la figure de son oncle capitaine dans l'armée d'Afrique, qui a nourri son imagination d'enfant, est bien loin désormais.

## Le Silence des armes
Bernard Clavel publie en 1970 le roman Le silence des armes. Il y dénonce les ravages de la guerre à travers l'histoire d'un soldat perdu de la guerre d'Algérie qui a vécu les massacres de l'armée française et le recours à la torture, un soldat qui, lors d'une permission dans son village ne peut plus supporter de se taire et de participer à cette 'sale guerre'. Clavel dira qu'il n'y a pas de sale guerre ou de guerre juste, par définition la guerre est sale et injuste. Il faut alors lutter contre son principe même, profiter d'un temps de paix pour agir et mettre toute guerre hors la loi.
Son roman provoquera de nombreuses polémiques, en particulier avec un soldat, le caporal Mc Seale auquel il répondra dans une lettre au ton de véritable essai sur les ravages de la guerre et l'argumentation des militaristes dans sa Lettre à un képi blanc.

## Le massacre des innocents
Deux rencontres vont jouer un rôle essentiel dans l'évolution de Bernard Clavel et son engagement dans la lutte contre la guerre, la famine et la reconnaissance des droits de l'enfant.
- D'abord sa découverte de la gravité de la situation dans de nombreuses régions du monde. Il racontera son parcours et ses réactions face à la terrible réalité à laquelle il est confronté dans un essai-témoignage intitulé Le massacre des innocents[5] où les innocents dont il parle sont surtout des enfants.
- Dans sa préface au livre de Claude Mossé Mourir pour Dacca[6], il écrit que quand il entend le cri d'angoisse que lance Claude Mossé concernant les enfants du Bangladesh, il décide immédiatement de partir avec lui. Et ce qu'il voit est terrifiant : images insoutenables de ces tueries qui prouvent que « le monde s'habitue à l'horreur », une expérience qui restera pour lui « l'un des passages les plus douloureux de mon existence » ajoute-t-il avant de citer son ami l'écrivain Jean Guéhenno : « La guerre, c'est l'impuissance de l'homme. »[7]

## Pacifisme et droits de l'homme
En 1967, quand Bernard Clavel apprend dans quelles conditions son ami l'acteur Jean-Claude Rolland a pu se suicider dans sa cellule où il était emprisonné pour un délit mineur, il s'écrie, indigné : « Il est mort assassiné par un juge d'instruction et par le système pénitentiaire. »
D'autres événements vont aussi servir de révélateurs et le conduire à s'engager dans un combat plus centré sur la défense des droits de l'homme.
- En 1965, il est confronté à un coup de hasard comme la vie en réserve parfois : lors d'un congrès en Allemagne à Weimar, il fait connaissance avec l'un de ces allemands qu'il a côtoyé en 1942 à la caserne de Carcassonne et qui est devenu depuis le traducteur allemand de l'œuvre de Romain Rolland. Retrouvailles miraculeuses avec celui qu'il n'appellera plus désormais que « mon ami Hans Balzer. » « Souviens-toi, lui écrit-il, Hans mon ami, cette nuit du 16 au 17 mai dans Weimar endormie. Souviens-toi "jeunes frères ennemis".  C'est par ces mots que commence Au-dessus de la mêlée[8]... Et cette nuit-là, dans la cité toute imprégnée de souvenirs de Goethe nous devions découvrir soudain que nous avons été cela. »[9]
- Il y eut ensuite cette histoire d'erreur judiciaire dans la région lyonnaise qu'il connaît bien pour avoir résidé 15 ans à Lyon, ce qu'on a appelé L'Affaire Deveaux, du nom de ce jeune homme condamné aux assises à vingt ans de prison pour le viol et le meurtre d'une fillette. Procès bâclé selon les tenants de la révision du procès dont faisait partie Bernard Clavel car à l'époque, l'appel en cours d'assises n'existait pas encore[10].
- Dans cette logique, il écrira aussi cette même année 1969, une lettre pamphlet très ironique au maire de Gambais pour se plaindre qu'on ne fête pas dans sa commune le centième anniversaire de la naissance de Landru, qu'il traite de modeste artisan à côté d'un Napoléon et dont il fait toujours ironiquement un précurseur des chambres à gaz[11].

## Liberté et objection de conscience
Tenant à la fois du refus de la guerre, de l'armée et de la défense des droits de l'homme se situe son combat pour faire reconnaître l'objection de conscience et en faire un droit de la personne humaine, non une simple preuve de lâcheté. Ce combat aussi prend racine dans une rencontre d'un homme pour qui il avait un respect immense et qui deviendra l'un de ses grands amis : Louis Lecoin. Il a souvent reconnu la valeur de l'homme, lui rend un hommage appuyé dans un chapitre de son essai Lettre à un képi blanc Il écrira souvent des articles dans sa revue et préfacera l'un de ses ouvrages.
Le 12 octobre 1963, 150 personnes accompagnent une délégation du Comité lyonnais pour la reconnaissance légale de l'objection de conscience, avec notamment Bernard Clavel, Jean-Pierre Lanvin, et le pasteur Jean Lasserre, qui se rend à la Préfecture du Rhône pour réclamer un statut pour les objecteurs de conscience,,.
« Le pacifisme sans l’antimilitarisme est aussi stupide qu’un escalier sans marches. », estime Clavel en 1991 dans un entretien vidéo que lui consacre Bernard Baissat. Il rédige des articles dans le journal de l’Union pacifiste de France. En février 1968, avec René Dumont, Théodore Monod, Jean Rostand, Lanza del Vasto et des dizaines de personnes, il signe une lettre de soutien à ceux qui renvoient leurs livrets militaires pour protester contre la force de frappe nucléaire. Il soutiendra le Groupe d’action et de résistance à la militarisation, initiateur de ce document, en particulier lors de ses actions contre le poste de commandement de la force de frappe nucléaire du Mont Verdun,,.
Il milite également contre la peine de mort avec le père Boyer, ne serait-ce que pour éviter les erreurs judiciaires comme dans 'l'Affaire Deveaux' deviennent irréparables, luttant contre cette fascination devant une exécution, faisant référence au vécu d'Albert Camus qu'il a transcrit dans cette justice implacable qui s'abat sur Patrice Meursaut dans L'Étranger et le condamne à la peine de mort.
Dans le même ordre d'esprit, il prendra toujours la défense des travailleurs, des humbles, peuple qu'il connaît bien puisqu'il se sent 'des leurs', à travers de nombreux articles, avec son ami Michel Ragon par exemple ou dans le cadre de son engagement pour telle ou telle cause qu'il juge juste et tient à défendre.

## Paroles de paix
Dans les années 2000, il reprendra son combat en publiant un réquisitoire contre la guerre qui couvre l'histoire d'une famille de la première à la seconde guerre mondiale, aux nombreux éléments biographiques, qu'il a intitulé Les Grands Malheurs. À propos de ce roman, Françoise Xénakis écrivait :« Une énorme stature d’écrivain. » 
Il va le compléter par la présentation d'un ouvrage basé sur des citations d'écrivains en faveur de la paix, Paroles de paix ainsi que sa participation au livre Cent poèmes pour la paix. Puis il va publier un dernier texte, repris comme préface au livre de Nakazawa Keiji, J'avais six ans à Hiroshima. Le 6 août 1945, 8h15, intitulée La peur et la honte.

## La non-violence
« La non-violence, cette seule espérance » a-t-il intitulé un chapitre de son livre Écrit sur la neige. C'est ajoute-t-il le thème essentiel de son roman L'Hercule sur la place où les 'forts de foire' savent canalisent leur agressivité. Roman largement autobiographique de sa jeunesse quand il gagnait sa vie de cette façon dans les fêtes foraines avec son ami Kid Léon.
Il va ensuite participer à la vie de plusieurs associations qui prônent la non-violence comme Combats non-violents, la Coordination française pour la Décennie ou Non-Violence XXI et se lie d'amitié avec celui qu'il considère comme son maître en la matière, Jean-Marie Muller qui développe méthodes et stratégies en matière de non-violence. Il soutient activement Gaston Bouthoul, l'initiateur de la polémologie, l'analyse des mécanismes de la violence, étude des phénomènes de la guerre du point de vue politique, moral et sociologique. Pour lui, « la guerre est pire que le cancer, la peste, le choléra et la rage réunis. »
Il aime citer son ami Roland Dorgelès dont il dit qu'il y a dès Les Croix de bois, un chapitre 'Mourir pour la patrie', « dont la lecture devrait être faite chaque année, pour le 11 novembre par exemple, dans toutes les écoles de France. » Dans son ouvrage Bernard Clavel, qui êtes-vous ?, il cite « trois livres de réflexion absolument essentiels » : Avoir détruit Hiroshima de Claude Eatherly et Günther Anders, La mort des autres de son ami Jean Guéhenno et De la désobéissance d'Erich Fromm. Il pense que la non-violence est « la seule arme qu'on puisse utiliser sans enfreindre aucune loi morale, sans poser un problème de conscience,sans courir le risque de devenir un tortionnaire ou un assassin. » Et de plus pour un tyran, elle « est une attitude plus difficile à réduire que la résistance armée. »

## L'écologie
Pour lui, l'écologie sera de plus en plus intégrée aux droits de l'homme, le droit de vivre sur une planète où il fait bon vivre. Très tôt, il s'est élevé contre les travaux d'aménagement et les nombreux barrages sur le Rhône qui défigurent le paysage, font mourir le fleuve, « condamnent les plus beaux vignobles et les vergers merveilleux qui faisaient des printemps sur le Rhône une féerie de rose et de blanc. » 
Déjà dans son roman Le Silence des armes, il préconisait la culture biologique pour respecter la terre et ne pas l'épuiser car il pense que « seuls les écologistes ont une conscience précise du danger et l'honnêteté de le dénoncer. »

## Œuvres
- 1970 Le massacre des innocents, Éditions Robert Laffont
- 1975 Lettre à un képi blanc, Éditions Robert Laffont
- 1997 Gandhi l'insurgé : l'épopée de la marche du sel, Jean-Marie Muller, préface de Bernard Clavel, Éditions Albin Michel,  (ISBN 2-226-09408-3)
- 2003 Paroles de paix, texte de Bernard Clavel, illustrations de Michele Ferri, Éditions Albin Michel, 01/2003, 64 pages,  (ISBN 2226129235)
- 2005 Le chien du brigadier, Sélection Du Reader's Digest, collection 50 Ans Sélection du Livre, 61 pages, 04/2005,  (ISBN 2709816679)
- 2005 Les Grands Malheurs, Éditeur France Loisirs, 462 pages, 2005,  (ISBN 2-7441-8462-4)
- 2005 J'avais six ans à Hiroshima. Le 6 août 1945, 8h15, Nakazawa Keiji, précédé de La peur et la honte de Bernard Clavel, 
Éditions Le Cherche-Midi, 2005, 169 pages,  (ISBN 2749104165)